# Muzyk (film)
Muzyk – amerykański musical filmowy z 1962 roku w reżyserii Mortona DaCosty. 
Film jest kinową wersja musicalu scenicznego The Music Man zrealizowanego, na podstawie opowiadania Mereditha Willsona i Franklina Laceya, którego prapremiera miała miejsce w Nowym Jorku 19 grudnia 1957 roku. Film kręcono w Burbank.

## Fabuła
Harold Hill przybywa do miasteczka River City, z zamiarem szybkiego wzbogacenia się. Zamierza wyłudzić od ludzi dużą sumę pieniędzy. Planuje w tym celu założyć sekcję dętą i zorganizować opłatę członkowską, po czym zniknąć z miasta, razem z pozyskanymi pieniędzmi. Wszystko układa się po jego myśli, dopóki na jego drodze nie pojawia się panna Paroo - miejscowa bibliotekarka.

## Obsada
- Robert Preston - Harold Hill
- Ron Howard -  Winthrop Paroo
- Susan Luckey - Zaneeta Shinn
- Shirley Jones - Marian Paroo
- Buddy Hackett - Marcellus Washburn
- Hermione Gingold - Eulalie Shinn
- Pert Kelton - Pani Paroo

i inni

## Nagrody i nominacje[1]
Oscary 1963:
- wygrana w kategorii Najlepsza muzyka, dobór, adaptacja i jej ujęcie (Ray Heindorf)

- nominacja: Najlepszy film

- nominacja: Najlepsza scenografia - filmy kolorowe (George James Hopkins, Paul Groesse)

- nominacja: Najlepsze kostiumy - filmy kolorowe (Dorothy Jeakins)

- nominacja: Najlepszy dźwięk (George Groves)

- nominacja: Najlepszy montaż (William H. Ziegler)

Złote Globy 1963:
- wygrana w kategorii Najlepszy musical

- nominacja: Najlepszy aktor w komedii lub musicalu (Robert Preston)

- nominacja: Najlepsza aktorka w komedii lub musicalu (Shirley Jones)

- nominacja: Najlepsza aktorka drugoplanowa (Hermione Gingold)

- nominacja: Najlepszy reżyser (Morton DaCosta)

- nominacja: Najlepsza muzyka (Meredith Willson)

Amerykańska Gildia Scenarzystów 1963:
- wygrana w kategorii Najlepszy scenariusz musicalu (Marion Hargrove)

Amerykańska Gildia Reżyserów Filmowych 1963:
- nominacja w kategorii Najlepsze osiągnięcie reżyserskie w filmie fabularnym (Morton DaCosta)